# Piotr Boczek
Piotr Siemionowicz Boczek, Petro Semenowycz Boczek (ros. Пётр Семёнович Бочек, ukr. Петро Семенович Бочек, ur. 3 marca 1925 we wsi Obrażijewka w obwodzie sumskim, zm. 14 lutego 2018) – radziecki wojskowy, młodszy porucznik Armii Czerwonej, pułkownik MWD, Bohater Związku Radzieckiego (1945).

## Życiorys
Urodził się w ukraińskiej rodzinie robotniczej. Do 1940 skończył 7 klas, a do 1942 szkołę rzemieślniczą, pracował jako ślusarz w fabryce w Nowosybirsku. Od listopada 1943 służył w Armii Czerwonej, od stycznia 1944 uczestniczył w wojnie z Niemcami, walczył na 1 Froncie Białoruskim, był dwukrotnie ranny. Jako dowódca oddziału 76 gwardyjskiego pułku piechoty 27 Gwardyjskiej Dywizji Piechoty 4 Gwardyjskiego Korpusu Piechoty 8 Gwardyjskiej Armii 1 Frontu Białoruskiego 1 sierpnia 1944 jako pierwszy sforsował Wisłę w rejonie Magnuszewa i uchwycił przyczółek na lewym brzegu Wisły, który utrzymywał do nadejścia posiłków, w 1944 skończył kursy młodszych poruczników. Po wojnie kontynuował służbę w armii, a od 1948 pracował w organach MWD, w 1954 został członkiem KPZR. Dosłużył się stopnia pułkownika milicji. W 1960 ukończył studia na Wydziale Prawnym Lwowskiego Uniwersytetu Państwowego. Mieszkał we Lwowie. Jego imieniem nazwano ulicę w rodzinnej wsi. 
Pochowany na Cmentarzu Hołoskowskim we Lwowie.

## Odznaczenia
- Złota Gwiazda Bohatera Związku Radzieckiego (24 marca 1945)
- Order Lenina (24 marca 1945)
- Order Wojny Ojczyźnianej I klasy (11 marca 1985)
- Order Sławy III klasy (18 lipca 1944)
- Order „Za zasługi” III klasy (30 kwietnia 2010)

I medale.